# Thrixspermum recurvum
Thrixspermum recurvum är en orkidéart som först beskrevs av Joseph Dalton Hooker, och fick sitt nu gällande namn av Carl Ernst Otto Kuntze. Thrixspermum recurvum ingår i släktet Thrixspermum och familjen orkidéer. Inga underarter finns listade i Catalogue of Life.